# Вожский
Вожский — посёлок в Удорском районе Республики Коми. Административный центр сельского поселения Вожский.

## География
Расположен на расстоянии примерно в 72 км к юг-юго-востоку от районного центра села Кослан. Посёлок находится на железнодорожной линии Микунь-Кослан.

## История
Основан в 1966 при строительстве станции Вожская железной дороги Микунь-Кослан. В 1970 в поселке жило 999 человек, в 1992—1087 человек.

## Население
| 1989 | 2002  | 2010  | 2021 |
| ---- | ----- | ----- | ---- |
| 1466 | ↗2378 | ↘2159 | ↘166 |

Национальный состав: русские — 71 % в 2002 году.